# Reconstrucción del chino antiguo
La reconstrucción del chino antiguo se refiere al problema filológico y de lingüística histórica consistente en reconstruir la fonología y algunos aspectos gramaticales del estadio documentado más antiguo de la historia del idioma chino. Si bien, el chino antiguo está documentado en registros escritos que comienzan alrededor del año 1200 a. C., la escritura logográfica proporciona información mucho más indirecta y parcial sobre la pronunciación real de la lengua que los sistemas alfabéticos utilizados para otras lenguas.
Varios autores y estudiosos han elaborado reconstrucciones de la fonología del chino antiguo, empezando por el sinólogo sueco Bernard Karlgren en la década de 1940 y continuando hasta la actualidad. El método introducido por Karlgren es único, ya que compara las categorías implícitas en la antigua práctica de la rima y la estructura de los caracteres chinos con las descripciones de los diccionarios de rimas medievales, aunque enfoques más recientes también han incorporado otros tipo de información lingüística.
Aunque las diversas notaciones para los fonemas del chino antiguo parecen ser muy diferentes, se corresponden entre sí en la mayoría de puntos. En la década de 1970, había consenso general en que el chino antiguo tenía menos puntos de articulación que el chino medio, un conjunto de sonorantes sordas y labiovelares e iniciales labiofaríngeas.
Desde la década de 1990, la mayoría de los autores han acordado un sistema de seis vocales y un sistema reorganizado de líquidas. Además, los sistemas anteriores proponían oclusivas finales para explicar los contactos entre las sílabas y la aparición de tonos en chino medieval y moderno, ya que la mayor parte de investigadores creen ahora que el chino antiguo carecía de distinciones tonales, y que los tonos del chino medio derivaban de grupos de consonantes al final de la sílaba.

## Inicios del estudio
La observación clave que llevaría a la reconstrucción de chino antiguo la hizo Chéng Dì (1541-1617) cuando interpretó que las discrepancias en las rimas entre textos antiguos y modernos podía deberse a que sencillamente la lengua había cambiado con el tiempo. Previamente a Chéng Dì otros estudiosos habían interpretado las discrepancias esperadas en las rimas, como una muestra de laxitud o licencias de los antiguos poetas. Chéng Dì fue el primero en considerar que originalmente las rimas eran consistentes y que, en realidad, el cambio lingüístico es el responsable de que en la lengua moderna las rimas no se ajustaran a lo esperado, de hecho, llegó a formular un principio de lingüística histórica, sorprendentemente moderno:
Es un principio natural que la escritura y los sonidos de la lengua difieran de un tiempo a otro y de un lugar a otro.

### Chino medio

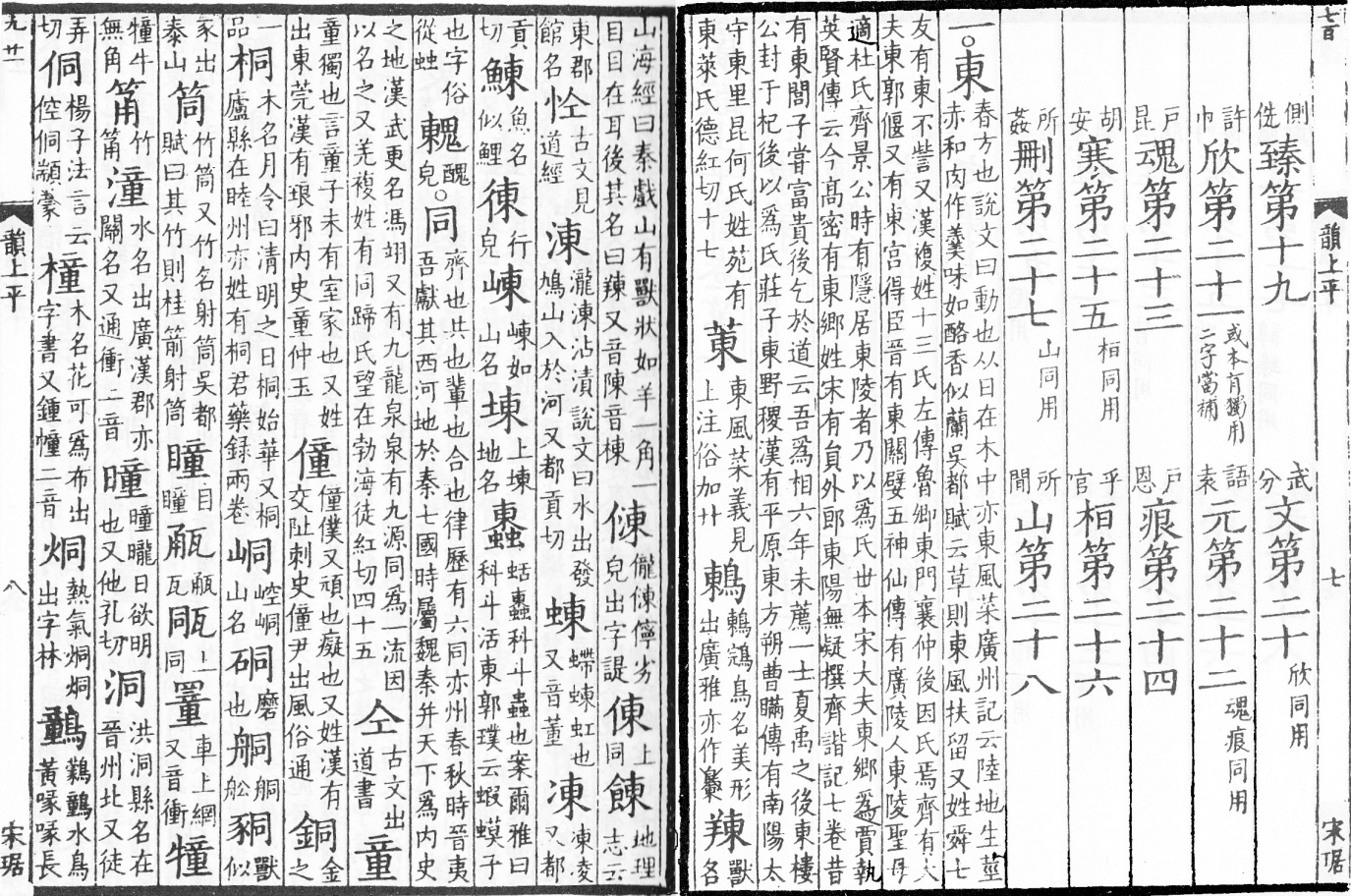
El inicio de del primer grupo de rima (東 dōng "este") del diccionario de rimas Guangyun

### Series fonéticas

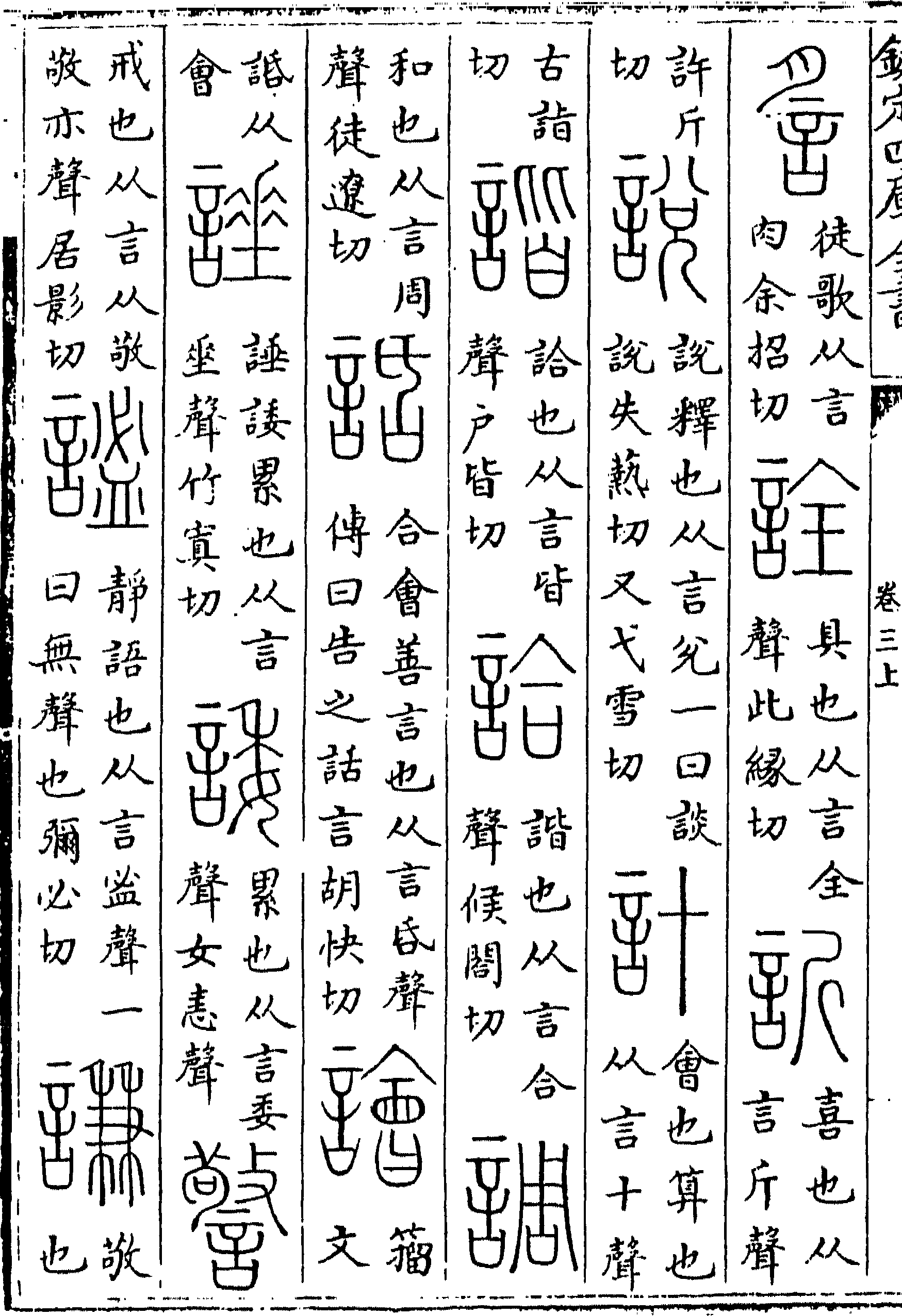
Página de una copia del Shuowen Jiezi en una edición durante la dinastía Song, donde se muestran los caracteres con el elemento formante 言.